# Thammaca
Genre
Thammaca est un genre d'araignées aranéomorphes de la famille des Salticidae.

## Distribution
Les espèces de ce genre se rencontrent au Brésil et au Pérou.

## Liste des espèces
Selon World Spider Catalog (version 18.0, 21/05/2017) :
- Thammaca coriacea Simon, 1901
- Thammaca nigritarsis Simon, 1902

## Publication originale
- Simon, 1901 : Histoire naturelle des araignées. Paris, vol. 2, p. 381-668 (intégral).